# Авторское право в Бангладеш

Герб Бангладеш, как и другие государственные символы находится в Общественном достоянии

Авторское право в Бангладеш регулируется Законом об авторском праве 2000 года. В значительной степени он основан на пакистанском Указе об авторском праве 1962 года.

## Международное участие
Государство Бангладеш после обретения независимости от Пакистана стало полноценным участником международного права. 11 мая 1985 года страна стала участницей Всемирной организации интеллектуальной собственности. 3 март 1991 Бангладеш присоединилась к Парижской конвенции по охране промышленной собственности, а 4 мая 1999 года к Бернской конвенции.

## Закона об авторском праве 2000 года

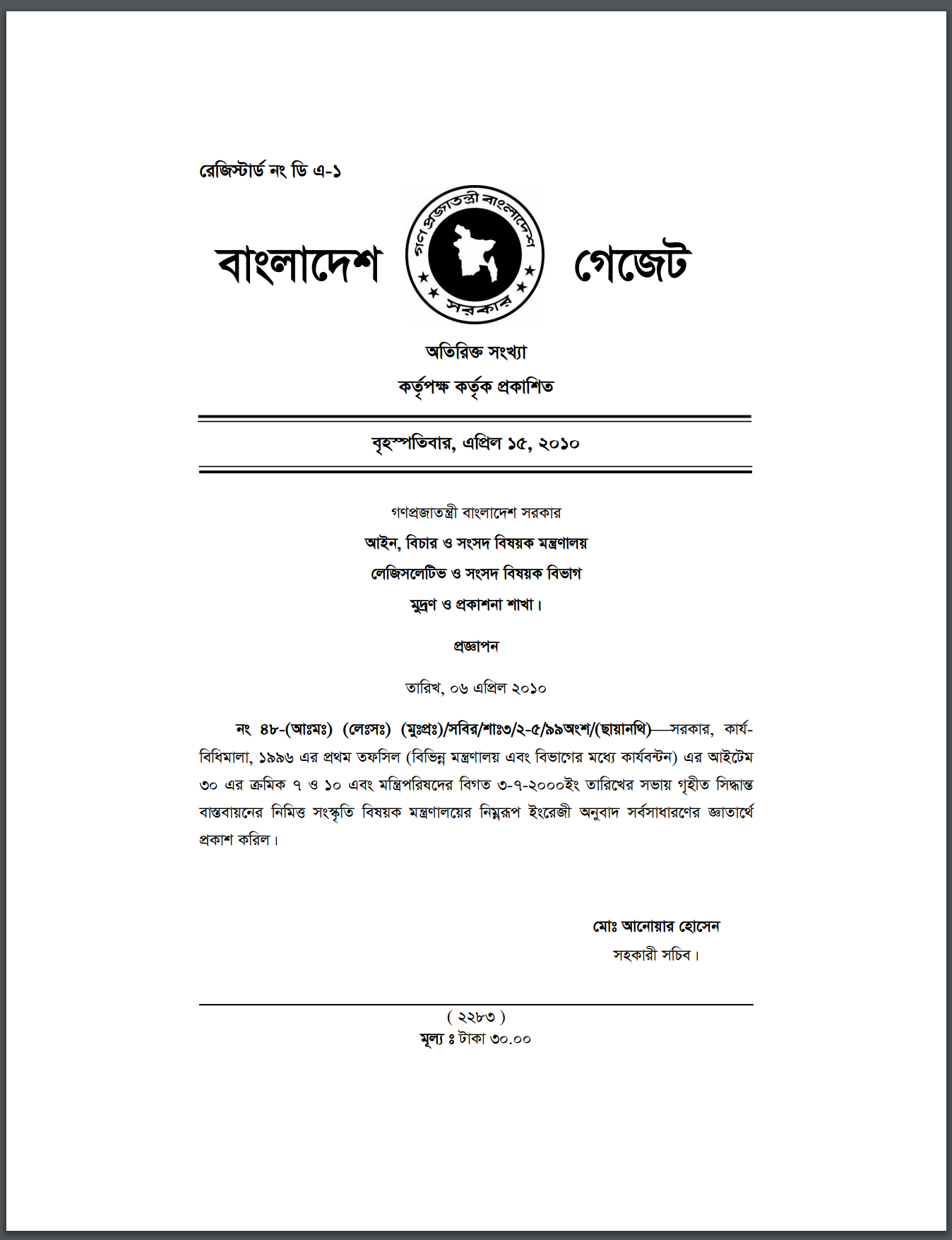
Титульная страница Закона об авторском праве Бангладеш (2000 г.). Сам документ занимает 67 страниц

### Объекты авторского права
Согласно разделу 15 Закона об Авторском праве 2000 года, авторское право распространяется на:
- литературные произведения;
- драматические произведения;
- музыкальные произведения;
- художественные произведения (то есть живопись, скульптура, рисунок, гравюра или фотография, произведения архитектуры и любая другая работа художественного мастерства);
- кинематографические фильмы;
- аудиозаписи;
- компьютерные программы;
- публичные выступления.

Защита авторских прав охватывает выражения идей, а не сами идеи, которые никак не могут защищаться. Также права на произведения могут быть реализованы только владельцем авторских прав или кем-то другим, должным образом лицензированным в этом отношении владельцем авторских прав. Эти права включают право на адаптацию, на воспроизведение, на публикацию, на переводы и т. д.

### Субъекты авторских прав
Первый владелец авторского права всегда является автором произведения. Исключения составляют авторы, работающие по найму или на правительство. Обладатель авторского права может передавать свои авторские права. При создании произведения, оно автоматические начинает охраняться как интеллектуальная собственность. Регистрация авторского права как и во многих других государствах не является обязательной. Сертификат, выданный регистрационным органом авторского права даёт автору Prima facie. Бюро регистрации авторских прав было создано, чтобы обеспечить регистрацию всех видов работ, оно расположено в здании Национальной библиотеке в Дакке.
Для того, чтобы получить авторские права на произведения, автор должен показать оригинальность работы; не имеет значения культурная ценность, объём, затраты на создание и прочее — все произведения равны перед авторским правом.

### Срок действия авторского права
Авторское право на литературные, драматические, музыкальные или художественные произведения, опубликованные в течение жизни автора распространяется на всю жизнедеятельность автора и ещё 60 лет после смерти автора.
Авторское право на кинематографические фильмы, звукозаписи, фотографии и компьютерные программы распространяется на 60 лет с начала календарного года, следующего за первой публикацией работы.

### Значение авторского права
Авторское право означает, в частности исключительное право на:
1. воспроизведение произведения;
2. выпуск копии произведения на обозрение;
3. исполнение или трансляцию произведения;
4. возможность перевода или адаптации[10].

Кроме того, существуют специальные Личные неимущественные права автора, а также право следования.

### Нарушение авторских прав
При нарушении авторских прав, владелец (а также эксклюзивный лицензиат) имеет право определенных гражданско-правовых средств защиты (судебный запрет, возмещение убытков, счетов и т. п.). Юрисдикция разбирательства по факту нарушения возлагается на местный районный суд по месту жительства или в том месте, где осуществляется предпринимательская деятельность.
Контрафактные экземпляры считаются собственностью владельца авторского права. Также контрафактные экземпляры могут быть арестованы полицией и на них накладывается запрет к ввозу в страну. Нарушение авторских прав в Бангладеш может также повлечь за собой уголовную ответственность .

### Исключения
Некоторые статьи закона выделяют некоторые исключения для авторского права. Они включают в себя среди прочего:
- Добросовестное использование литературного, драматического, музыкального или художественного произведения для частного изучения и использования, критики, комментариев или сообщения о текущих событиях;
- воспроизведение или адаптация литературного, драматического, музыкального или художественного произведения учителем или учеником с целью обучения или экзамена;
- публикация литературного, драматического или музыкального произведения силами сотрудников и студентов образовательного учреждения;
- изготовление до 3-х экземпляров книги некоммерческой организацией или образовательной библиотекой для её использования, если такой книги нет в продаже;
- воспроизведение или публикация отдельных государственных работ (если это не запрещено);
- изготовление или выпуск живописи, рисунков, гравюр, фотографий архитектуры или скульптуры или другие художественные работы, если такая работа находится в общественном месте.

### Смежные права
Смежные права включают право на радио-телевещание организаций эфирного вещания (срок 25 лет), права исполнителя (сроком до 50 лет) и права издателей, касающиеся типографического издания (срок 25 лет).